# Calappa convexa
Calappa convexa is een krabbensoort uit de familie van de Calappidae. De wetenschappelijke naam van de soort is voor het eerst geldig gepubliceerd in 1853 door Saussure.